# Ptilotula plumula
El mielero plumón (Ptilotula plumula) es una especie de ave paseriforme de la familia Meliphagidae endémica de Australia.

## Taxonomía
Fue descrito científicamente por el ornitólogo inglés John Gould en 1841 como Ptilotis plumulus. El epíteto específico plumulus es la palabra latina para «pluma» o «emplumado».
Fue clasificado previamente en el género Lichenostomus, pero se trasladó a Ptilotula tras el resultado de un análisis de filogenética molecular publicado en 2011, que demostró que el género original era polifilético.

### Subespecies
Se reconocen tres subespecies:
- P. p. plumula (Gould, 1841)	– en el sur y el oeste de Australia;
- P. p. planasi (Campbell, AJ, 1910) – en el norte de Australia;
- P. p. graingeri (Mathews, 1912) – en el centro, este y sureste de Australia.